# Estado Jia
El Estado Jia (chino tradicional: 贾国) fue un estado vasallo de la dinastía Zhou durante el período de las Primaveras y Otoños. 
A finales del siglo XI a. C., 1020 a. C. aproximadamente, el rey Kang de Zhou (周康王) entregó como feudo a Gong Ming (公明), hijo del marqués y fundador del Estado Tang (唐国), Shu Yu (叔虞), las tierras donde actualmente se emplaza Linfen, en Shanxi. El pequeño condado fue anexado por el Estado Jin (晋国) en 678 a. C. por el duque Wu. El duque en 710 a. C., como gobernante de Quwo (曲沃), derrotó al marqués Ai de Jin que invadía el estado de Xingting (陘廷). Convirtió al marquesado en su vasallo y después lo usurpó, proclamándose duque. También fue el conquistador del estado Zhouwang (周王國).
Posteriormente, el duque de Jin le entregó el feudo al general Jia Ji (賈季), quien fue vencido por el ministro Zhao Dun (赵盾) en 621 a. C. en medio de la guerra civil por la sucesión del duque Xiang de Jin -quien en 628 a. C. había vencido al Estado Qin en la batalla de Yao y les había quitado el estado Hua (滑国)-. El general fue trasladado prisionero al Estado de Lu (魯國), fue asesinado por órdenes de Zhao, que lo consideraba aún peligroso. Este último murió en 601 a. C.
Por su parte, Tang fue conquistado por el Estado Chu (楚国) en 505 a. C.